# العثامنة
 العثامنة (بالإنجليزية: LAATAMNA)‏ هي جماعة قروية تابعة لإقليم قلعة السراغنة ضمن جهة مراكش تانسيفت الحوز بالمغرب. بلغ مجموع عدد سكان  العثامنة حسب إحصاءات 2004 حوالي 10110 نسمة يعيشون في 1697 أسرة.

## إحصاء عام
| السنة | عدد السكان | عدد الأسر | عدد الأجانب |
| ----- | ---------- | --------- | ----------- |
| 1994  | 10460      | 1502      | °°°°        |
| 2004  | 10110      | 1697      | 0           |

## أعلام
- محمد بن شريفة